# Canton de la Guerche-sur-l'Aubois
Le canton de la Guerche-sur-l'Aubois est une circonscription électorale française située dans le département du Cher et la région Centre-Val de Loire.
À la suite du redécoupage cantonal de 2014, les limites territoriales du canton sont remaniées. Le nombre de communes du canton passe de 9 à 22.

## Histoire
Un nouveau découpage territorial du Cher entre en vigueur en mars 2015, défini par le décret du 21 février 2014, en application des lois du 17 mai 2013 (loi organique 2013-402 et loi 2013-403). Les conseillers départementaux sont, à compter de ces élections, élus au scrutin majoritaire binominal mixte. Les électeurs de chaque canton élisent au Conseil départemental, nouvelle appellation du Conseil général, deux membres de sexe différent, qui se présentent en binôme de candidats. Les conseillers départementaux sont élus pour 6 ans au scrutin binominal majoritaire à deux tours, l'accès au second tour nécessitant 12,5 % des inscrits au 1er tour. En outre la totalité des conseillers départementaux est renouvelée. Ce nouveau mode de scrutin nécessite un redécoupage des cantons dont le nombre est divisé par deux avec arrondi à l'unité impaire supérieure si ce nombre n'est pas entier impair, assorti de conditions de seuils minimaux. Dans le Cher, le nombre de cantons passe ainsi de 35 à 19. Le nombre de communes du canton de la Guerche-sur-l'Aubois passe de 9 à 22. Le nouveau canton est formé de communes des anciens cantons de La Guerche-sur-l'Aubois et de Nérondes.

## Géographie
Ce canton est organisé autour de La Guerche-sur-l'Aubois dans l'arrondissement de Saint-Amand-Montrond. Son altitude varie de 160 m (Jouet-sur-l'Aubois) à 227 m (Germigny-l'Exempt) pour une altitude moyenne de 187 m.

## Représentation

### Conseillers d'arrondissement (de 1833 à 1940)
| Période                                  | Période | Identité                         | Étiquette   | Qualité |
| ---------------------------------------- | ------- | -------------------------------- | ----------- | --- |
| 1833                                     | 1839    | François Louis Massé (1795-1863) |             | Propriétaire agriculteur à La Guerche                                                                       |
| 1839                                     | 1848    | Charles Boyn (1811-1888)         |             | Propriétaire à Germigny                                                                                     |
| 1848                                     |         | Félix Cacadier                   |             | Propriétaire à Jouet-sur-l'Aubois                                                                           |
|                                          |         |                                  |             | |
| 1895                                     | 1901    | Louis Gervais                    | Républicain | Propriétaire, maire de Cuffy                                                                                |
| 1901                                     | 1919    | Jean Comte                       |             | Maire de La Guerche                                                                                         |
| 1919                                     | 1925    | Pierre-Émile Crochet             |             | Cultivateur, adjoint au maire du Chautay                                                                    |
| 1925                                     | 1931    | Henri Monot (1888-1977)          | PC-SFIC     | Ouvrier bûcheron et paysan, La Guerche                                                                      |
| 1931                                     | 1940    | Clément Génin                    | RG          | Propriétaire aux Champriats, adjoint au maire de La Guerche                                                 |
| 1940                                     |         |                                  |             | Les conseils d'arrondissement ont été suspendus par la loi du 12 octobre 1940 et n'ont jamais été réactivés |
| Les données manquantes sont à compléter. |         |                                  |             | |

### Conseillers généraux de 1833 à 2015
| Période | Période           | Identité                                 | Étiquette                                                              | Qualité                                                                                              |
| ------- | ----------------- | ---------------------------------------- | ---------------------------------------------------------------------- | --- |
| 1833    | 1833              | Comte Hippolyte François Jaubert         |                                                                        | Propriétaire à Givry, Cours-les-Barres, député Élu dans le Canton de Saint-Amand-Montrond            |
| 1833    | 1842              | Louis Jean-Marie Forqueray               |                                                                        | Maître de forges - Maire du Chautay                                                                  |
| 1842    | 1871              | Adolphe François Louis Massé (1810-1902) |                                                                        | Avocat à Bourges                                                                                     |
| 1871    | 1874              | Henri Brisson                            | Républicain radical                                                    | Avoué près la Cour de Bourges Député de la Seine (1871-1885)                                         |
| 1874    | 1878              | Gustave Revenaz (1835-1896)              | Droite                                                                 | Propriétaire                                                                                         |
| 1878    | 1881 (démission)  | Charles Daumy                            | Radical de tendance Brisson, favorable à la concentration républicaine | Entrepreneur Maire de Jouet-sur-l'Aubois démissionne après son échec aux Législatives                |
| 1881    | 1886              | Adolphe Perrichon                        | Républicain                                                            | Ancien maire de La Guerche                                                                           |
| 1886    | 1888 (annulation) | Eugène Baudin                            | Socialiste                                                             | Ouvrier porcelainier Député (1889-1898)                                                              |
| 1888    | 1910 (décès)      | Charles Daumy                            | Rad.                                                                   | Entrepreneur Maire du XIVe arrondissement de Paris (1904-1910) Sénateur (1903-1910)                  |
| 1910    | 1919              | Henri Laudier                            | Socialiste                                                             | Ouvrier porcelainier Député (1919-1924) Maire de Bourges (1919-1943) Sénateur (1929-1940)            |
| 1919    | 1922              | Ferdinand Pellagot                       | RG                                                                     | Médecin à La Guerche-sur-l'Aubois                                                                    |
| 1922    | 1928              | Claude Roch                              | PC-SFIC                                                                | Ouvrier agricole Conseiller municipal de La Guerche-sur-l'Aubois                                     |
| 1928    | 1940 (décès)      | Ferdinand Pellagot                       | RG                                                                     | Médecin à La Guerche-sur-l'Aubois                                                                    |
|         |                   |                                          |                                                                        | |
| 1945    | 1951              | Frédéric Chauveau (1892-1953)            | PCF                                                                    | Bûcheron Maire de La Guerche-sur-l'Aubois (1945-1947)                                                |
| 1951    | 1976              | Gaston Portugale                         | Rad.                                                                   | Maire de La Guerche-sur-l'Aubois (1965-1977)                                                         |
| 1976    | 1994              | Christian Gigot                          | PCF                                                                    | Maire de La Guerche-sur-l'Aubois (1977-1983)                                                         |
| 1994    | 2008              | Daniel Devoize                           | PCF                                                                    | Ouvrier Maire de La Guerche-sur-l'Aubois (2001-2008)                                                 |
| 2008    | 2015              | Serge Méchin                             | PS                                                                     | Maire de Torteron (2001-2010) Conseiller régional, ancien suppléant du député Yann Galut (1997-2002) |

### Représentation après 2015
| Période élective | Période élective | Mandat | Mandat                   | Identité             | Nuance | Nuance | Qualité                                                                                    |
| ---------------- | ---------------- | ------ | ------------------------ | -------------------- | ------ | ------ | ------------------------------------------------------------------------------------------ |
| 2015             | 2021             | 2015   | 2021                     | Bernadette Courivaud |        | PS     | Retraitée de l'industrie, adjointe au maire de Nérondes (2008-2020)                        |
| 2015             | 2021             | 2015   | octobre 2018 (démission) | Serge Méchin         |        | PS     | Ancien maire de Torteron (1989-2010) Conseiller régional                                   |
| 2015             | 2021             | 2018   | 2021                     | Robert Belleret      |        | PS     | Maire d'Ourouer-les-Bourdelins (2001-2020) Ancien conseiller général du Canton de Nérondes |
| 2021             | 2028             | 2021   | en cours                 | Bernadette Courivaud |        | PS     | Conseillère sortante                                                                       |
| 2021             | 2028             | 2021   | en cours                 | Serge Méchin         |        | PS     | Conseiller régional (2015-2021), Torteron                                                  |

### Résultats détaillés

#### Élections de mars 2015
À l'issue du 1er tour des élections départementales de 2015, trois binômes sont en ballottage : Jeanne-Marie Bertaux et Gilles Saitz (FN, 30,75 %), Bernadette Courivaud et Serge Mechin (PS, 29,41 %) et Caroline Bizon et Olivier Hurabielle (Union de la Droite, 28,77 %). Le taux de participation est de 51,22 % (5 251 votants sur 10 251 inscrits) contre 51 % au niveau départementalet 50,17 % au niveau national.
Au second tour, Bernadette Courivaud et Serge Mechin (PS) sont élus avec 38,24 % des suffrages exprimés et un taux de participation de 54,32 % (2 046 voix pour 5 568 votants et 10 251 inscrits).

#### Élections de juin 2021
Le premier tour des élections départementales de 2021 est marqué par un très faible taux de participation (33,26 % au niveau national). Dans le canton de la Guerche-sur-l'Aubois, ce taux de participation est de 31,73 % (3 069 votants sur 9 673 inscrits) contre 32,99 % au niveau départemental. À l'issue de ce premier tour, deux binômes sont en ballottage : Bernadette Courivaud et Serge Méchin (PS, 44,43 %) et Olivier Hurabielle et Sylvie Mathiaud (DVD, 30,26 %).
Le second tour des élections est marqué une nouvelle fois par une abstention massive équivalente au premier tour. Les taux de participation sont de 34,3 % au niveau national, 34,03 % dans le département et 33,5 % dans le canton de la Guerche-sur-l'Aubois. Bernadette Courivaud et Serge Méchin (PS) sont élus avec 57,62 % des suffrages exprimés (1 701 voix pour 3 240 votants et 9 673 inscrits),,. 

## Composition

### Composition avant 2015
Le canton de Guerche-sur-l'Aubois regroupait neuf communes.
| Nom                                 | Code Insee | Codepostal | Superficie (km2) | Population (dernière pop. légale) | Densité (hab./km2) |
| ----------------------------------- | ---------- | ---------- | ---------------- | --------------------------------- | ------------------ |
| La Guerche-sur-l'Aubois (chef-lieu) | 18108      | 18150      | 52,70            | 3 325 (2012)                      | 63                 |
| Apremont-sur-Allier                 | 18007      | 18150      | 30,69            | 72 (2012)                         | 2,3                |
| La Chapelle-Hugon                   | 18048      | 18150      | 16,16            | 394 (2012)                        | 24                 |
| Le Chautay                          | 18062      | 18150      | 14,74            | 271 (2012)                        | 18                 |
| Cours-les-Barres                    | 18075      | 18320      | 21,16            | 1 078 (2012)                      | 51                 |
| Cuffy                               | 18082      | 18150      | 34,57            | 1 109 (2012)                      | 32                 |
| Germigny-l'Exempt                   | 18101      | 18150      | 28,26            | 320 (2012)                        | 11                 |
| Jouet-sur-l'Aubois                  | 18118      | 18320      | 17,33            | 1 461 (2012)                      | 84                 |
| Torteron                            | 18265      | 18320      | 13,53            | 823 (2012)                        | 61                 |

### Composition à partir de 2015
Le nouveau canton de la Guerche-sur-l'Aubois comprend vingt-deux communes entières.
| Nom                                             | Code Insee | Intercommunalité                                | Superficie (km2) | Population (dernière pop. légale)         | Densité (hab./km2) | Modifier                                    |
| ----------------------------------------------- | ---------- | ----------------------------------------------- | ---------------- | ----------------------------------------- | ------------------ | ------------------------------------------- |
| La Guerche-sur-l'Aubois (bureau centralisateur) | 18108      | CC Portes du Berry, entre Loire et Val d'Aubois | 52,70            | 3 187 (2022)                              | 60                 | modifier les données · modifier les données |
| Apremont-sur-Allier                             | 18007      | CC Portes du Berry, entre Loire et Val d'Aubois | 30,69            | 67 (2022)                                 | 2,2                | modifier les données · modifier les données |
| Blet                                            | 18031      | CC du Pays de Nérondes                          | 30,08            | 565 (2022)                                | 19                 | modifier les données · modifier les données |
| La Chapelle-Hugon                               | 18048      | CC Portes du Berry, entre Loire et Val d'Aubois | 16,16            | 385 (2022)                                | 24                 | modifier les données · modifier les données |
| Charly                                          | 18054      | CC du Pays de Nérondes                          | 25,66            | 235 (2022)                                | 9,2                | modifier les données · modifier les données |
| Le Chautay                                      | 18062      | CC Portes du Berry, entre Loire et Val d'Aubois | 14,74            | 264 (2022)                                | 18                 | modifier les données · modifier les données |
| Cornusse                                        | 18072      | CC du Pays de Nérondes                          | 19,61            | 227 (2022)                                | 12                 | modifier les données · modifier les données |
| Cours-les-Barres                                | 18075      | CC Portes du Berry, entre Loire et Val d'Aubois | 21,16            | 1 030 (2022)                              | 49                 | modifier les données · modifier les données |
| Croisy                                          | 18080      | CC du Pays de Nérondes                          | 12,96            | 144 (2022)                                | 11                 | modifier les données · modifier les données |
| Cuffy                                           | 18082      | CC Portes du Berry, entre Loire et Val d'Aubois | 34,57            | 1 018 (2022)                              | 29                 | modifier les données · modifier les données |
| Flavigny                                        | 18095      | CC du Pays de Nérondes                          | 13,06            | 156 (2022)                                | 12                 | modifier les données · modifier les données |
| Germigny-l'Exempt                               | 18101      | CC Portes du Berry, entre Loire et Val d'Aubois | 28,26            | 292 (2022)                                | 10                 | modifier les données · modifier les données |
| Ignol                                           | 18113      | CC du Pays de Nérondes                          | 17,67            | 174 (2022)                                | 9,8                | modifier les données · modifier les données |
| Jouet-sur-l'Aubois                              | 18118      | CC Portes du Berry, entre Loire et Val d'Aubois | 17,33            | 1 306 (2022)                              | 75                 | modifier les données · modifier les données |
| Menetou-Couture                                 | 18143      | CC Portes du Berry, entre Loire et Val d'Aubois | 28,93            | 357 (2022)                                | 12                 | modifier les données · modifier les données |
| Mornay-Berry                                    | 18154      | CC du Pays de Nérondes                          | 9,15             | 168 (2022)                                | 18                 | modifier les données · modifier les données |
| Nérondes                                        | 18160      | CC du Pays de Nérondes                          | 34,00            | 1 412 (2022)                              | 42                 | modifier les données · modifier les données |
| Osmery                                          | 18173      | CC Le Dunois                                    | 26,60            | Fraction : 34 (2022) Commune : 273 (2022) | 10                 | modifier les données · modifier les données |
| Ourouer-les-Bourdelins                          | 18175      | CC du Pays de Nérondes                          | 24,64            | 605 (2022)                                | 25                 | modifier les données · modifier les données |
| Saint-Hilaire-de-Gondilly                       | 18215      | CC Portes du Berry, entre Loire et Val d'Aubois | 18,42            | 136 (2022)                                | 7,4                | modifier les données · modifier les données |
| Tendron                                         | 18260      | CC du Pays de Nérondes                          | 10,44            | 88 (2022)                                 | 8,4                | modifier les données · modifier les données |
| Torteron                                        | 18265      | CC Portes du Berry, entre Loire et Val d'Aubois | 13,53            | 789 (2022)                                | 58                 | modifier les données · modifier les données |
| Canton de la Guerche-sur-l'Aubois               | 1810       |                                                 |                  | 12 639 (2022)                             |                    | modifier les données                        |

## Démographie

### Démographie avant 2015
| 1962  | 1968  | 1975  | 1982  | 1990  | 1999  | 2006  | 2011  | 2012  |
| ----- | ----- | ----- | ----- | ----- | ----- | ----- | ----- | ----- |
| 9 222 | 9 035 | 8 845 | 8 550 | 8 514 | 8 665 | 9 013 | 8 883 | 8 853 |

### Démographie depuis 2015
En 2022, le canton comptait 12 639 habitants, en évolution de −5,03 % par rapport à 2016 (Cher : −2,48 %, France hors Mayotte : +2,11 %).
| 2013   | 2018   | 2022   |
| ------ | ------ | ------ |
| 13 614 | 13 021 | 12 639 |